# 534
534 (DXXXIV) je bilo navadno leto, ki se je po julijanskem koledarju začelo na nedeljo.

## Dogodki
- Franki zavzamejo Burgundijo.
- Bizanc zavzame kraljestvo Vandalov v Severni Afriki.

## Smrti
- 2. oktober -  Atalarik, kralj ostrogotskega Italskega kraljestva (* 516)